# Belomantis helenae
Belomantis helenae är en bönsyrseart som beskrevs av Giglio-tos 1914. Belomantis helenae ingår i släktet Belomantis och familjen Toxoderidae. Inga underarter finns listade i Catalogue of Life.